# Schwarze Stumpfnase
Die Schwarze Stumpfnase (Rhinopithecus bieti) ist eine Primatenart aus der Gruppe der Schlankaffen (Presbytini). Sie bewohnt Gebirgswälder im südlichen China und ist nach dem Menschen die am höchsten über dem Meer lebende Primatenart.
Den wissenschaftlichen Namen Rhinopithecus bieti erhielt die Art zu Ehren des französischen Missionars Félix Biet (* 1838, † 1904).

## Merkmale
Das Fell der Schwarzen Stumpfnasen ist als Anpassung an den kühlen Lebensraum relativ lang, es ist am Rücken, an den Gliedmaßen und an der Oberseite des Kopfes überwiegend schwarz oder dunkelbraun gefärbt. Das Gesäß, der Hals, die Armbeugen und der Bauch sind weißlich. Die Schnauzenregion ist unbehaart und rosafarben, der Bereich um die Augen ist hellgelb oder hellgrün. Wie alle Stumpfnasenaffen sind sie durch die stark verkleinerte Nase charakterisiert, deren Löcher nach vorne weisen. Männliche Tiere weisen darüber hinaus einen Haarschopf, verlängerte Haare im Schulter- und Oberarmbereich und größere Eckzähne auf. Auch hinsichtlich des Gewichts herrscht ein deutlicher Geschlechtsdimorphismus: Männchen sind mit 15 bis 17 Kilogramm deutlich schwerer als Weibchen, die 9 bis 12 Kilogramm erreichen.

## Verbreitung und Lebensraum

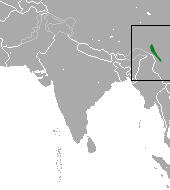
Verbreitungsgebiet der Schwarzen Stumpfnase

Schwarze Stumpfnasen sind in China endemisch, wo sie im nordwestlichen Yunnan und im südöstlichen Tibet vorkommen. Ihr Lebensraum sind Koniferen- und Mischwälder zwischen 3000 und 4500 Metern Seehöhe. In ihrem Verbreitungsgebiet sinken die Temperaturen in mehreren Monaten des Jahres unter 0 °C und Schneefälle sind häufig. Diese Primaten zählen zu den kältetolerantesten Primaten überhaupt.

## Lebensweise und Ernährung
Schwarze Stumpfnasen sind wie alle Altweltaffen tagaktiv, die Höhepunkte der Aktivitätszeit liegen am frühen Morgen und am späten Nachmittag. Zu Mittag rasten sie. Sie halten sich sowohl in den Bäumen als auch am Boden auf, sind also im stärkeren Ausmaß als die meisten anderen Schlankaffen semi-terrestrisch.
Sie leben in großen Verbänden von bis zu 200 Tieren zusammen. Diese Verbände bestehen aus einzelnen Haremsgruppen, die sich aus einem Männchen, mehreren Weibchen und dem dazugehörigen Nachwuchs zusammensetzen. Die Verbände teilen sich immer wieder in diese Einzelgruppen auf und kommen wieder zusammen (Fission-fusion-Modell), das dürfte vom Nahrungsangebot und von Störungen von außen abhängen. Die Territorien der Gruppen können anhängig vom Lebensraum sehr groß sein (bis 46 km²). Im Winter wandern diese Tiere in tiefer gelegene Regionen.
Schwarze Stumpfnasen sind Pflanzenfresser. Den Hauptbestandteil ihrer Nahrung dürften junge Blätter und Flechten ausmachen, insbesondere Bartflechten und Flechten der Gattung Bryoria. Ergänzt wird ihr Speiseplan durch Baumrinde und – wenn vorhanden – auch Früchte und Nüsse.

## Fortpflanzung
Die Paarung der Schwarzen Stumpfnasen erfolgt im August und September, im März oder April bringt das Weibchen dann meist ein einzelnes Jungtier zur Welt. Neugeborene haben ein komplett weißes Fell, das erst im Lauf mehrerer Jahre die typische Erwachsenenfärbung annimmt. Männchen sind mit 5 bis 6 Jahren und Weibchen mit 4 bis 5 Jahren geschlechtsreif.

## Bedrohung
Die westliche Welt erhielt erst in den 1890er-Jahren Kenntnis von dieser Primatenart. Danach gab es über Jahrzehnte keine Beobachtungen und bis zu ihrer Wiederentdeckung in den 1960er-Jahren wurde sie vereinzelt schon als ausgestorben betrachtet. Ihre heutige Hauptbedrohung stellt der Verlust ihres Lebensraumes durch Waldrodungen dar, in geringerem Ausmaß kommt auch die Bejagung hinzu. Ihr Verbreitungsgebiet ist auf mehrere kleine Regionen zersplittert worden. Schätzungen über die Gesamtpopulation belaufen sich auf rund 1500 Tiere, die IUCN listet die Art als stark gefährdet (endangered).